# Эпигенетическое влияние на эволюцию

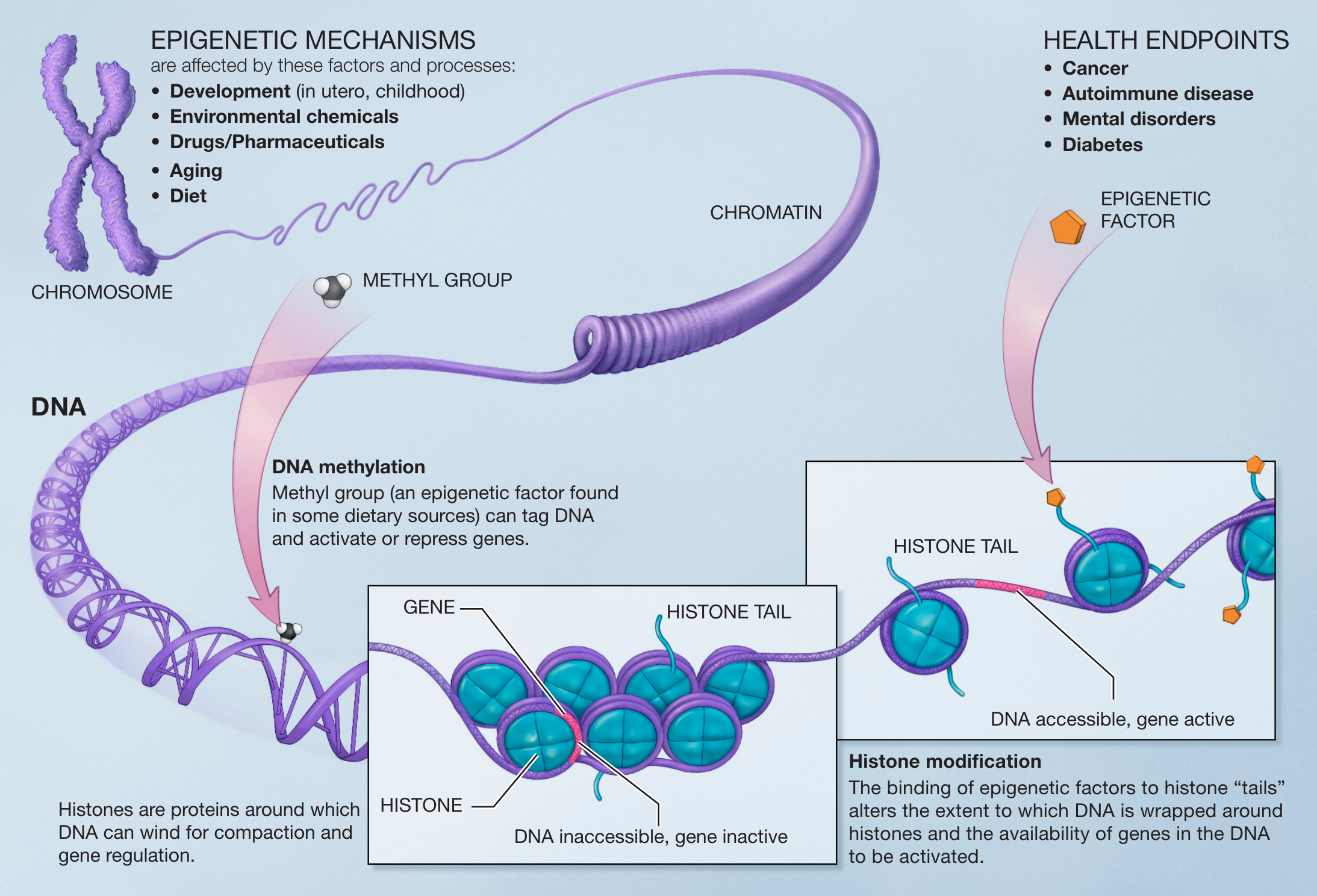
Эпигенетический механизм

Эпигенетика изучает наследуемые изменения активности генов во время роста и деления клеток — изменения синтеза белков, вызванных механизмами, не изменяющими последовательность нуклеотидов в ДНК. Экспрессия (изменение активности генов) происходит посредством метилирования ДНК, ацетилирования гистонов и модификации микро-РНК. Эпигенетические изменения подобного рода могут наследоваться, а следовательно, влияют на эволюцию. На данный момент активно ведутся исследования, и уже стало известно, что эпигенетические механизмы оказывают большое влияние на все живые организмы.

## Растения

### Общее

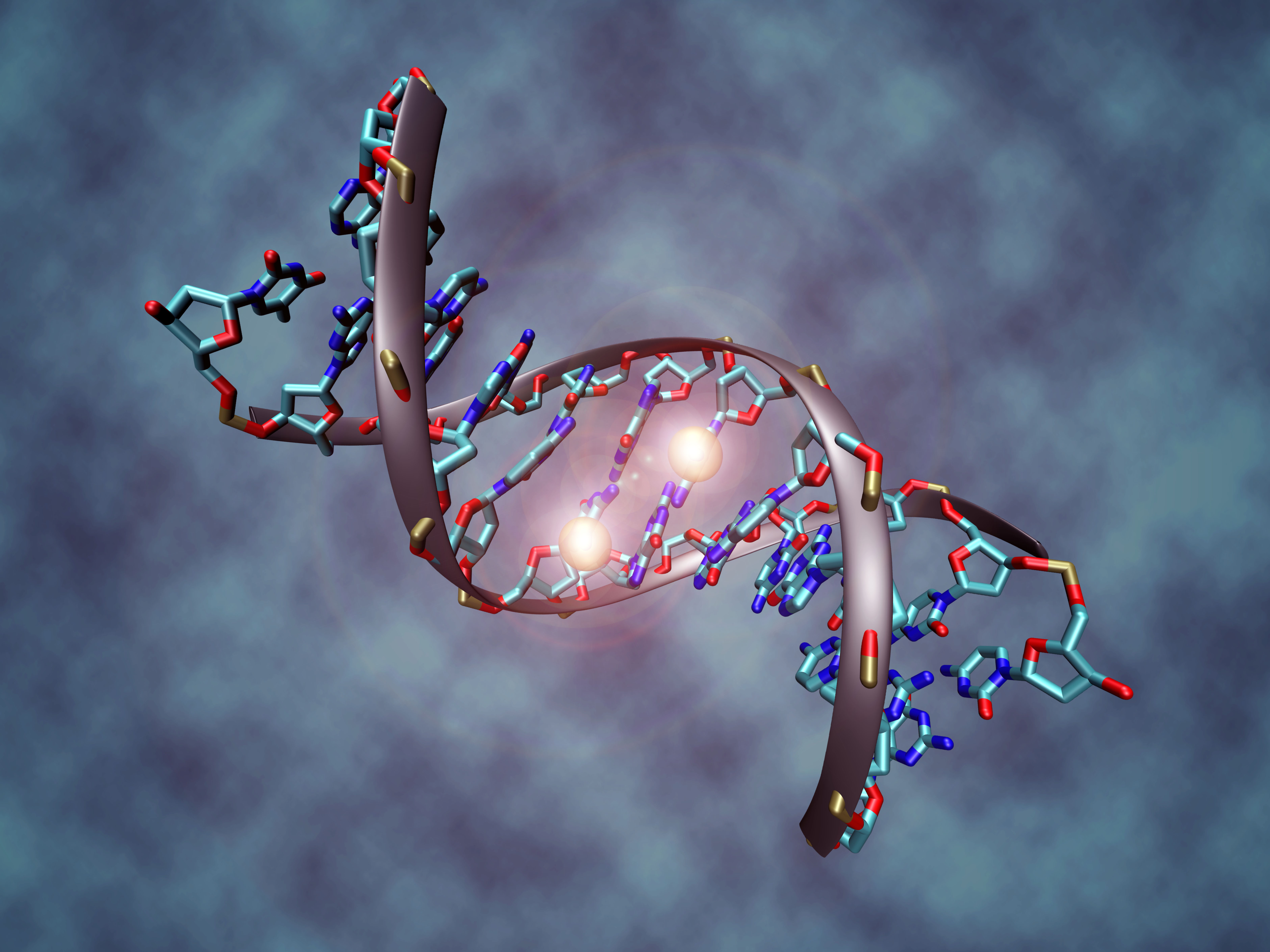
Отрезок молекулы ДНК, в центре которого находятся два симметрично (по обеим цепям) расположенных метилцитозина в составе CpG-динуклеотидов.

Метилирование ДНК — это процесс, при котором на молекулу ДНК прикрепляются метильные группы. Метилирование изменяет активность сегмента ДНК без изменения самой последовательности. Гистоны — это белки, которые упаковывают и упорядочивают ДНК в нуклеосомы. Метилирование ДНК и модификация гистонов — это два механизма эпигенетики, которые регулируют экспрессию генов в растениях. Метилирование ДНК может быть стабильным процессом во время деления клеток, это позволяет передавать метилирование гена таким же генам в геноме. Метилирование ДНК, с помощью деметилазы, может стать обратимым процессом. Модификация гистонов также является обратимым процессом, при этом происходит удаление ацетильных гистонов с помощью деацетилазы. Межвидовые различия у растений, обусловленные факторами окружающей среды, связаны с различием между однолетними и многолетними видами растений. У каждого растения в итоге имеются свои индивидуальные адаптивные реакции.

### Резуховидка Таля

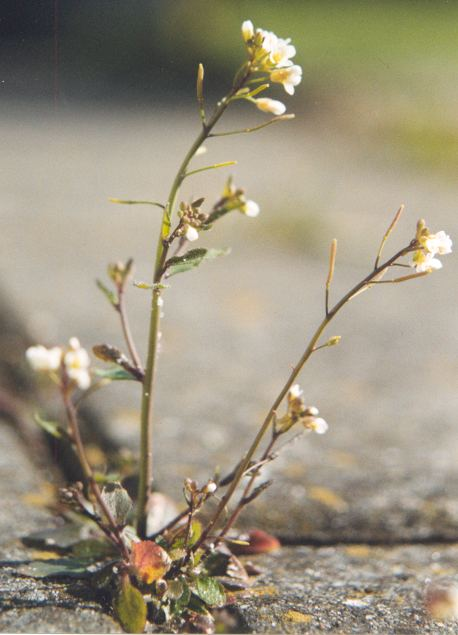
Arabidopsis thaliana — резуховидка Таля. В связи с относительно коротким циклом развития является удобным модельным организмом в молекулярно-биологических, генетических и физиологических исследованиях,Арабидопсис широко используется в качестве модельного организма для изучения генетики и биологии развития растений. Считается, что арабидопсис сыграл для генетики растений такую же роль, как домовая мышь и дрозофила фруктовая для генетики животных.

Формы метилирования гистонов вызывают подавление определённый генов, эти изменения стабильно наследуются через митоз, но могут быть стёрты во время мейоза с течением времени. Время цветения под действием низких зимних температур у этого растения демонстрирует данный эффект метилирования. Метилирование гистонов участвует в подавлении экспрессии ингибитора (подавляющего вещества) цветения во время наступления холодов. У однолетней резуховидки Таля подобное метилирование гистонов стабильно наследуется через митоз, после возвращения в тёплый период. Это даёт растению возможность непрерывно цвести весной и летом, пока оно не состарится. Однако у многолетних родственных растений модификация гистона быстро исчезает после повышения температуры и позволяет наоборот увеличить действие ингибитора и ограничить цветение коротким интервалом, для многолетнего растения это способ сохранять питательные вещества для следующего года. Таким образом, эпигенетические модификации гистонов контролируют ключевой адаптивный признак резуховидки Таля и при этом модификация быстро меняется в ходе эволюции, являясь стратегий для успешного размножения.
Другие эксперименты проверили эпигенетические механизмы резуховидки Таля на чувствительность к засухе, недостатку питательных веществ. Для эксперимента подбирались растения с максимально сходными геномом. Растения помещаемые в разные условия показали значительную наследуемость адаптивной эпигенетики. Признаки, которые вырабатывались с помощью метилирования и были важными для выживания, успешно передавались при размножении. Метилирование ДНК давало разное распределение корней, засухоустойчивость, пластичность к разным видам питательны веществ. Это говорит о том, что только эпигенетическая вариация и адаптация приводит к быстрой эволюции.

### Одуванчики
Изменения в метилировании ДНК, вызываемые стрессом, наследуются у бесполых одуванчиков. Генетически сходные растения подвергались разным экологическим нагрузкам. а затем их потомки выращивались в спокойной экологически обстановке. Многие из экологических стрессов вызвали метилирование в геноме и эти модификации передавались следующим поколениям одуванчиков. Был сделан вывод что подобное наследование позволяет иметь высокую пластичность для выживания растений в любых условиях, от повышенной влажности, до засух и пожаров.

### Другие примеры
Парамутация гена b1 в кукурузе. Ген b1 кодирует основной фактор транскрипции, который участвует в синтезе антоцианов. Когда ген B-I экспрессируется, растения накапливает антоцианы в своих тканях, это приводит к пурпурной окраске растения. Аллель B-I имеет высокую экспрессию b1 приводящую к тёмной пигментации оболочек и шелухи. В то время как аллель B имеет низкую экспрессию b1 приводящую к низкой пигментации в этих тканях. Когда гомозиготные родители B-I скрещиваются с гомозиготными родителями B' потомство от них F1 демонстрирует низкую пигментацию. Это обусловлено «глушением» гена b1. Когда растения F1 скрещиваются, их потомки F2 показывают низкую пигментацию и имеют низкий уровень экспрессии b1.
Любое растение F2 при скрещивании с гомозиготным растением B-I, даст потомство которое будет иметь низкую пигментацию и экспрессию b1 . Отсутствие тёмно-пигментированных потомков линии F2 является примером не Менделевского наследования и дальнейшие исследования показали что аллель B-I преобразуется в B' с помощью эпигенетических механизмов, а не с помощью изменения последовательности ДНК и мутации генов.
Аллели B' и B-I идентичны по последовательности ДНК, но различаются по метилированию ДНК и по хромосомным взаимодействиям внутри ядра. Иногда спонтанная мутация из B-I в B' имеет место, но разворот из B' в B-I (зелёный в фиолетовый) никогда не происходил, хотя за 50 лет проведено тысячи наблюдений за тысячами растений в тепличных и полевых экспериментах.
Так же зафиксированы экспериментально подтверждённые случаи эпигенетического наследования у риса. Рисовые побеги подвергались имитации засухи и показывали затем повышенную устойчивость к засухе на протяжении 11 поколений. Устойчивость «закалённых» рисовых побегов в засухе обусловлена с направленными изменениями метилирования ДНК по всему геному, эти изменения в итоге передавались по наследству в виде последующего метилирования у каждого поколения растений.
В другом эксперименте растения подвергались атаке травоядных гусениц в течение нескольких поколений, затем потомки этих растений демонстрировали большую устойчивость к поеданию гусеницами, ДНК в целом не менялось, но менялось опять таки метилирование генома в ДНК. А те растения которые росли без атак гусениц, подобными адаптациями не были наделены.

## Животные

### Приматы
Сравнение паттернов метилирования CpG между людьми и приматами показал, что существует более 800 генов у человека, которые различаются по своим паттернам метилирования у орангутанов, горилл, шимпанзе и бонобо. Несмотря на то что у человека и названных обезьян одни и те же гены, различия в метилировании объясняют фенотипическую разницу между людьми и обезьянами и в целом фенотипическую изменчивость одних и тех же генов. Все эти гены так или иначе отвечают за физическое развитие человека и обезьян. В итоге человека от обезьян на генном уровне отличают не последовательности белков, а эпигенетические изменения генов.
На данный момент исследований понятно что у человека 171 ген метилирован не так, как у обезьян. 101 ген метилирован у шимпанзе и бонобо так же уникально. 101 ген метилирован у горилл и 450 генов метилированы у орангутанов. Например гены участвующие в регуляции кровяного давления и развитии полукруглого канала внутреннего уха высоко метилированы у человека, но не у обезьян. Так же известны 184 гена, которые полностью повторяются по строению белков у человека и шимпанзе, но отличаются по эпигенетическим настройкам. Именно метилирование в итоге делает вид человек разумный тем, кем он является, а не сам набор генов, который до 99 % повторяет набор генов у шимпанзе и других высших приматов. Это доказывает важную роль эпигенетики в эволюции человека и обезьян в целом.
Было доказано, что изменения в регуляторных элементах влияют на начальные участки транскрипции генов. 471 последовательность ДНК обогащена или обеднена в плане метилирования гистонов в H3K4 в при фронтальной коре шимпанзе, человека и макак. Среди этих последовательностей 33 являются избирательно метилированными в нейронном хроматине у детей и взрослых. Один из локусов который был метилирован — DPP10. Этот ген отвечает в том числе за адаптацию гоминидов связанную с более высокой скоростью нуклеотидных замен и ряд других регуляторных параметров, которые есть у человека и отсутствуют у других приматов. Эпигенетическая регуляция хроматина TSS определена как важное развитие в эволюции экспрессии генов в мозге человека. Эти гены играют свою роль одновременно в когнитивных процессах и неврологических расстройствах у людей
Анализ профилей метилирования сперматозоидов человека и приматов показал, что эпигенетическая регуляция и здесь активно работает. Клетки млекопитающих подвергаются перепрограммированию паттернов метилирования ДНК во время зародышевого состояния клетки, метилирование сперматозоидов человека и шимпанзе можно сравнить с метилированием в эмбриональных стволовых клетках. Найдено много различий в метилирование между клетками сперматозоидов и эмбрионально-стволовыми клетками. Многие из промоторов в сперматозоидах человека и шимпанзе имеют разное метилирование. Таким образом метилирование отличается у сперматозоидов и стволовых клеток в одном и том же организме, а также между сперматозоидами человека и приматов. Это может указывать на причины фенотипических различий между приматами и человеком разумным.

### Насекомые

#### Дрозофилы
В 1998 году в Швейцарии на дрозофилах провели эксперимент. Учёный Ренато Паро из университета Базеля сделал следующее — у мух дрозофил в результате мутаций был жёлтый цвет глаз, в норме он красный. Но при повышении температуры среды, у дрозофил краснели глаза и затем их потомство рождалось тоже с красными глазами. Выяснено что у мух активировался хромосомный элемент, он менял цвет глаз. Это пример наследования детьми признаков, полученных при жизни родителями. Так же красные глаза сохранялись и при дальнейшем размножении в течение ещё четырёх поколений, но эти поколения уже не подвергались тепловому воздействию.

#### Пчёлы
У пчёл Apis mellifera изменение фенотипа на эпигенетическом уровне происходит с помощью изменения типа питания. Рабочие пчёлы кормят личинки маточным молочком. Но при этом варьируется длительность кормления. Те личинки которых дольше кормят маточным молочком, становятся королевами. Внутри этих пчёл происходят эпигенетические изменения отличающие их от простых рабочих пчёл. У королев увеличен синтез ювенильного гормона и активизации сигнального пути TOR, а также усилена модуляция инсулинового сигнального пути. Доказательство того что именно эпигенетические механизмы делают пчелиные особи столь разными — королева откладывает абсолютно идентичные яйца в сотах. Они генетически не отличаются друг от друга.

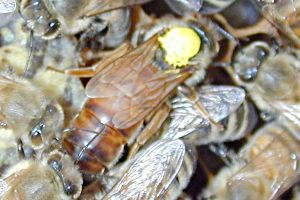
Пчелиная матка с меткой

Из неоплодотворённых яиц вырастают трутни. Из оплодотворённых с помощью длительности питания молочком получаются либо королевы, либо рабочие пчёлы. Королевы в итоге имеют больший размер, живут гораздо дольше чем рабочие медоносные пчёлы. Разница в длительности жизни королевы и рабочей пчелы достигает 100 раз, рабочие пчёлы живут 15 — 38 суток в летний период, 150—200 в зимнее время. Королева живёт 1 — 2 года. Именно питание на стадии личинки настолько сильно влияет на насекомых и наглядно доказывает важность прижизненных эпигенетических изменений в геноме. У пчёл маточное молочко стимулирует активное метилирование ДНК, в различных таксонах метилирование участков ДНК, обогащенных CG-парами в регионе промотора гена, приводит к ингибированию его транскрипции.
В эксперименте с пчёлами экспрессия гена Dnmt3 была подавлена с помощью миРНК. Данный ген кодирует фермент, который в свою очередь катализирует метилирование ДНК. В итоге 72 % вылупившихся самок имели признаки королев. Выявлено что в мозге рабочих пчёл и королев по разному метилировано более 550 генов. Наибольшие различия выявлены в сигнальных путях инсулина и ювенильного гормона, а также гена киназы анапластической лимфомы. Ген киназы играет важную роль в регуляции метаболизма. У королев уровень метилирования ДНК увеличивался со вторых до четвёртых суток личиночной стадии развития. У рабочих личинок метилирование увеличивалось во всех стадиях развития. Более 4 500 генов в итоге по разному метилированы и короле и рабочих особей. В том числе резкие различия выявлены в генах отвечающих за гипоксический стресс. У рабочих пчёл выявлен более высокий уровень транскрипции факторов гипоксического сигнального пути — HIFα/Sima, HIFβ/Tango и PHD/Fatig. У королев более высокий уровень экспрессии двух генов, отвечающих за процесс репарации и предотвращения окислительных повреждений, у рабочих пчёл работа этих генов напротив снижена.

### Грызуны
Опыты на мышах проведённые в Дюкском университете Рэнди Джиртлом и Робертом Уотерлендом. Учёные встроили искусственный ген в обычных мышей, из за него они рождались жёлтыми, склонными к ожирению и болезням — мыши агути. Затем поколению таких мышей, уже беременным стали добавлять в корм фолиевую кислоту, витамин B12, холин и метионин. У больных мышей в итоге родилось здоровое потомство, однако ген делавший их агути не исчез из генома, он сохранился но был заглушен эпигенетическими механизмами, а эпигенетика в свою очередь активно работает при введении в питание вышеназванных веществ. Смена рациона оказалась способной изменить эпигенетику генома и нейтрализовать вредную мутацию в генах. Действие изменений сохранилось в нескольких следующих поколениях, при этом питание второму и последующим поколениям сделали обычным.
Канадские биологи Майкл Мини и его коллеги, из университета Макгилла, провели эксперимент получивший прозвище «вылизывание и уход». Они изучили влияние материнской заботы о детёнышах у крыс. Крысят разделили на две группы. Часть из родившихся крысят отнимали от матерей сразу после рождения. Не получавшие материнской заботы (в том числе вылизывание) крысята поголовно вырастали нервными, необщительными, агрессивно-трусливыми. Все крысята из тех, кого оставили с матерью развивались как и положено крысам- энергичными, обучаемыми, социально активными. Возникли вопросы на каком уровне происходит реакция на заботу и не заботы у крыс. Ответ был получен после анализа ДНК. У крысят которых отнимали от матерей происходили негативные эпигенетические изменения в геноме, в особенности отвечающие за область мозга гиппокамп. В гиппокампе оказалось снижено число рецепторов к стрессовым гормонам. Отсюда неадекватная реакция нервной системы на любые внешние раздражители — звук, температура, другие крысы. Гиппокамп всё время выдавал избыточное количество стрессовых гормонов. В отличие от них, у крысят воспитанных матерями гиппокамп работал нормально
Так же у крыс выявлены примеры разного поведения матерей. Есть матери, которые активно заботятся о крысятах, есть те, кто наоборот мало времени уделяет детям. В итоге те крысы, которые вырастали у заботливой матери, получали много вылизываний, чистки, кормления, вырастали менее боязливыми, с лучшими задатками к обучению и, значит, с большей адаптацией к выживанию и дальнейшему успешному размножению. Напротив, излишне нервные крысята от не заботливых матерей, имеют низкие шансы на успешное размножение. Наиболее важный периодом оказалась первая неделя после рождения, в этот промежуток эпигенетическая система крысят наиболее гибкая и подвержена изменениям в геноме и в итоге оказывает влияние на надпочечники, гипоталамус и гипофиз. Крысята от заботливых матерей, помещаемые в стрессовые ситуации (подвешивание за хвост, опускание в ёмкость с водой) подолгу не сдавались, стараясь выйти из неудобного, опасного положения до последнего Крысята не получавшие ласки и заботы быстро впадали в апатию, отчаяние.
В ходе исследования, с помощью бисульфатного секвенирования, учёные вышли на регуляторную область глюкокортикоидного рецептора — экзон 17. У крысят от заботливых матерей отсутствовало метилирование цитозина в составе экзона 17. Из за этого ген активно транскрибируется, а уровень ацетилирования гистонов высокий и это говорит об активном хроматине. У крысят лишённых заботы цитозин в экзоне 17 метилирован и экспрессия мРНК в нём снижена.
Следующий эксперимент показал что материнское поведение напрямую влияет на эпигенетические изменения в экзоне 17. В период 12 часов после рождения, крысят забирали у матерей, часть отдавали заботливым крысам-мачехам, часть не заботливым. У заботливых мачех отсутствовало метилирование цитозинов в составе экзона 17 и не отличалось от тех крысят, которых растила родная мать. У не заботливых мачех метилирование цитозина в экзоне 17 было таким же, как у не заботливых родных матерей, цитозин был подавлен и экзон 17 работал намного хуже. Однако попытка просто компенсировать метилирование с помощью химических веществ (в частности с помощью ингибитора деацетилазы TSA) не даёт эффекта, это значит что материнская забота запускает или не запускает намного больший по объёму каскад эпигенетических реакций в организме и он не ограничен только действием на цитозин в экзоне 17, а шире по спектру действий.
При исследовании схемы передачи изменений в эпигенетике по полу крыс, выяснилось что наибольшее влияние получается у самцов, которых вырастили не заботливые матери. Самки от не заботливый матерей лучше справлялись с заданиями и не показывали депрессивности. Предполагается что половые гормоны матерей по разному действуют на самцов и самок. Затем крысят отлучали от матерей на ранних сроках вскармливания, в основном самцы показывали симптомы тревожного поведения. Этих самцов скрещивали с нерожавшими самками и в итоге родившиеся крысята получали нормальный уход и развиваются в пределах нормы. Однако во втором поколении признаки депрессии и тревожности начинали демонстрировать уже самки, а самцы нет, они были в норме. В третьем поколении уже самцы вновь показали депрессивность и тревожность. Это говорит о прерывистом, но достаточно долгом наследовании депрессии, как минимум на 4 поколения вперёд и является примером эпигенетического наследования признаков приобретаемых при жизни особей. Цитата:
"Гиперметилирование CpG-островков в регуляторных регионах генов MeCP2, CB1 и гипометилирование регуляторной области гена CRFR2 приводили к уменьшению экспрессии мРНК этих генов. При этом не наблюдалось изменений в метилировании регуляторных областей генов серотонинового рецептора (играющего значительную роль в развитии депрессии) и моноамиоксидазы (катализирующей расщепление серотонина). Изменения уровней метилирования, происходящие одновременно в разных генах, позволяют полагать, что множество генов оказывает влияние на поведение особей.
Результаты этого исследования свидетельствуют о том, что постнатальный стресс оказывает влияние не только на детей, но и на более отдаленных потомков. "

## Эпигенетическое наследование у людей

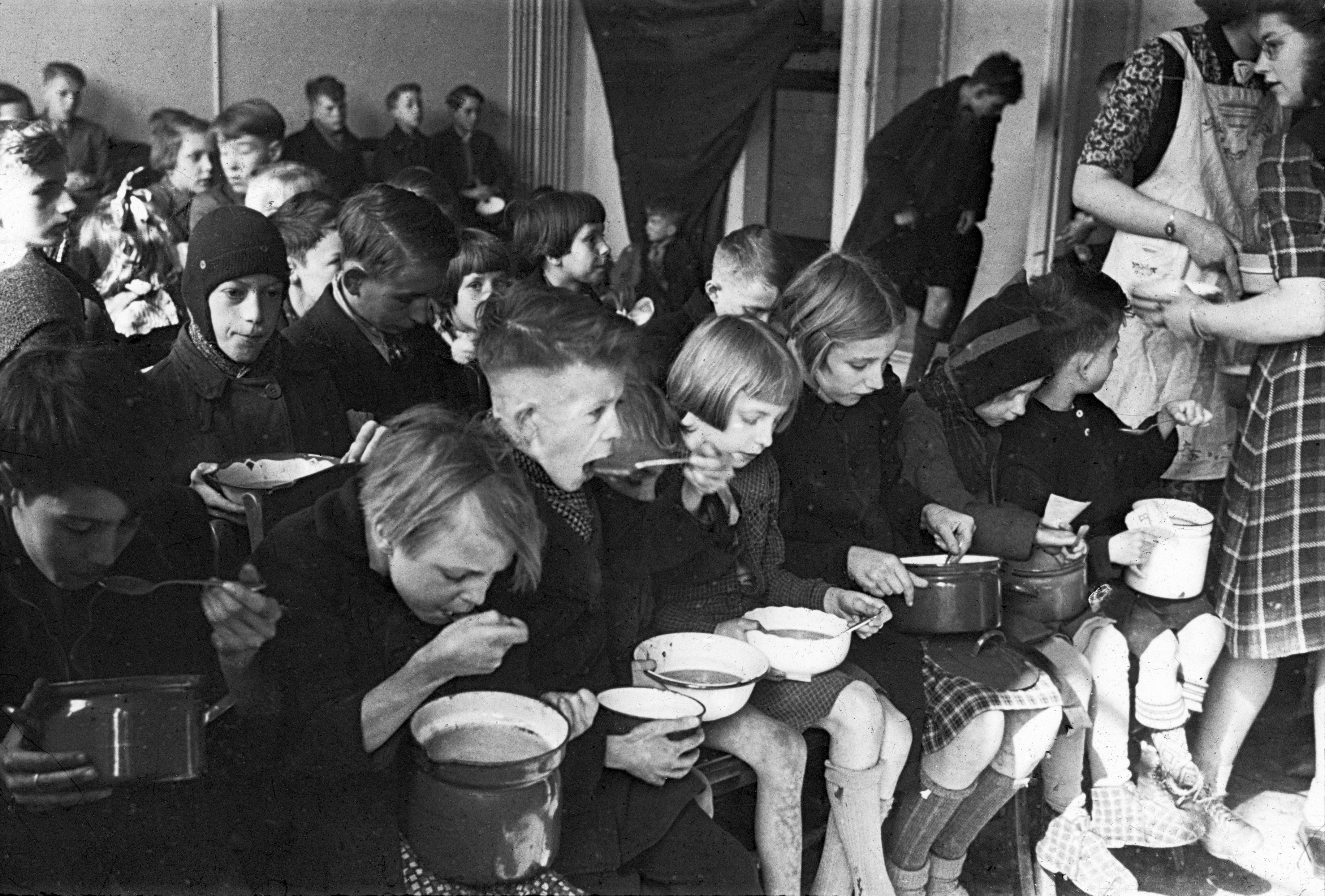
Голландские дети в период голода 1944—1945, основной едой был суп.

Для людей исследования эпигенетических процессов осложняются рядом факторов. Невозможно напрямую просто ставить эксперименты. Так же людское сообщество это сложный набор смешивания генов, влияния климата, культурных факторов, стресса, пищевых особенностей. Классическая наследственность по ДНК может точно показывать фенотипические особенности людей. Но она не может полностью объяснить почему дети порой наследуют от родителей признаки, явно приобретаемые при жизни и передающиеся затем при размножении.
Самый массовый и точный на сегодняшний день проект — исследования эпигенетики на примере Голландской голодной зимы 1944—1945 года. Удобство данного примера в том, что точно известны люди его пережившие, длительность времени которое люди голодали, плюс точно очерченный ареал голода. Голод пережили 4,4 млн человек, он продолжался с ноября 1944 до мая 1945. Дети которых вынашивали во время голода, уже после рождения были меньше чем рождённые за год до голода. И снижение размеров у людей продолжалось два поколения. У этих детей обнаружен повышенный риск непереносимости глюкозы во взрослом возрасте. Исследования выявили метилирование ДНК у этих людей, все они родились от матерей выносивших их в период голодной зимы. Есть предположения что метилирование вызвало замедление работы гена PIM3 который отвечает за скорость метаболизма и чем ген замедленнее, тем замедленнее метаболизм. В целом данные факты получили название — синдром голландской голодной зимы.
Дети и внуки от матерей и бабушек, переживших этот голод, имели больше болезней обмена веществ, сердечно сосудистые заболевания. У них чаще встречалась шизофрения, шизотипические и неврологические нарушения. Эффекты голода не одинаковы у всех детей и различаются по степени родства и линиям родства.
1 — Больший индекс массы тела у мальчиков в 9 лет, это передалось от отцов;
2 — У дочерей в 9 лет не было повышенного индекса массы тела, но они раньше начинали курить;
3 — Голод деда по отцовской линии связан только со смертностью внуков (мальчиков), но не внучек (девочек);
4 — Голод бабушки по отцовской линии оказался связан со смертностью внучек;
5 — Плохое питание у отца и хорошее у матери связаны с более низким риском сердечно сосудистых заболеваний у детей.
В некоторых случаях наблюдалась потеря экспрессии в геноме, это приводило к синдрому Прадера-Вилли и синдрому Ангельмана. При исследовании выяснилось что это вызвано эпигенетическими изменениями на обоих аллелях, но не генетической мутацией ДНК. Во всех 19 зафиксированных случаях подобных патологий, они чётко привязаны к степени родства детей и предков переживших голод. В частности отцы несли хромосому с материнской мутировавшей меткой SNURF-SNRPN, а она в свою очередь унаследована отцами от бабушки по отцовской линии. Эпигенетические изменения в гене MLH1 зафиксированы у двух человек, но самой мутации в гене не было и потому заболевание в виде наследственный неполипозного колоректального рака не зафиксировано, а в случае мутации гена это заболевание случается у людей.
Установлено что отцовская линия отвечает за регулирование веса у дочерей при рождении потенциальный риск развития у них рака молочной железы.
У детей переживших в детстве насилие, жестокое обращение, сексуальное насилие или демонстративное пренебрежение ребёнком со стороны родителей, наблюдается эпигенетическая модификация экспрессии глюкокортикоидных рецепторов. Данные рецепторы играют жизненно важную роль в активности гипоталамуса, гипофиза и надпочечников. Эксперименты на животных указывают что эпигенетические изменения зависят от отношений матери и ребёнка. Так же дети наследуют от матерей эпигенетические изменения на стадии вынашивания. Если матери в период беременности подвергались насилию, стрессам, то их дети имели эпигенетические изменения гена отвечающего за глюкокортикоидные рецепторы и были склонны к высокому уровню тревоги и легче поддавались стрессам. Воздействие вещества диэтилстильбестрола на женщин, приводит к тому что внуки вплоть до третьего поколения имеют повышенный риск развития синдрома дефицита внимания и гиперактивности.
У людей зафиксировано коррелирование месяца рождения и предрасположенность к диабету второго типа. При этом разрыв между временем влияния факторов при рождении ребёнка и началом самой болезни составляет в среднем 50-60 лет. Питер Глюкман и Марк Хансон сформулировали эту проблему так — в развивающемся организме происходит эпигенетическая адаптация к условиям среды, которые воздействуют на вынашивающую ребёнка мать. Но в случае переезда или смены условий среды организм ребёнка «ошибается» и возникают риски болезней. Так, если ребёнок во время внутриутробного развития имеет недостаток питания, в организме происходят метаболические процессы, эпигенетика стимулирует гены запасать ресурсы впрок. Такой ребёнок после рождения, если будет продолжаться голод, имеет большие шансы выжить, но если голода нет, у него резко возрастает риск ожирения, диабета, болезней сердца.

#### Формирование организма человека и эпигенетика
Эпигенетические механизмы (в особенности метилирование) регулировки активности генов участвуют во многих процессах связанных с развитием и формированием всего организма человека. Инактивация Х-хромосом у эмбриона задача для эпигенетики, это связано с тем что у самок млекопитающих две копии половой хромосомы Х, а у самцов одна хромосома Х и одна Y. Y хромосома меньше по размеру и несёт меньшее количество генетической информации, поэтому с помощью метилирования одна женская Х хромосома отключается, это уравнивает самок и самцов в передаче генетики потомству и не допускает перекоса в наследовании.
Как известно развитие зародыша начинается с одной клетки-зиготы, затем на стадии 32-х клеток образуется бластоциста, она состоит из трофобласта и эмбриобласта, далее следует имплантация в стенку матки. Без эпигенетики было бы невозможно с помощью просто ДНК и РНК точно определить симметричность организма, в какую сторону будет расти голова и в какую ноги. В целом эпигенетика отвечает за эти процессы и за равномерное смешивание материнского и отцовского геномов в зародыше. На стадии зародыша в 50 — 100 клеток, в каждой клетке хромосома (отцовская или материнская) отключается метилированием случайно и уже остаётся не активной при дальнейшем развитии клетки.
Зародыш на стадии первичного развития состоит из универсальных эмбриональных клеток, они могут стать любой клеткой организма — клетками мозга или клетками ногтей. Эпигенетическое регулирование генома определяет какая клетка или ткань начнёт формироваться и где именно. Любой сбой в работе эпигенетики ведёт к патологиям или смерти эмбриона, при этом само ДНК может быть в норме, без патологий и мутаций. Недостатком метилирования является то, что оно напрямую завязано на питание отца и матери, особенно в период зачатия и вынашивания плода. Эмоциональные потрясения, активность мозга матери, температура, голод, стрессы оказывают сильное влияние на эпигенетику и метилирование ДНК у эмбриона и затем ребёнка.
Эпигенетика отвечает за формирование зародышевых листков, это первая стадия разделения клеток на будущие ткани и органы. В итоге на финальной стадии эпигенетика разделит клетки на почти двести типов. Все они результат включения и выключения генов в строго определённый промежуток времени. В итоге гены выступают в роли полностью контролируемых программ, тогда как эпигенетические механизмы регулируют эти программы.

#### Иммунитет
Эпигенетические механизмы — модификация гистонов через ацетилирование и деацетилтиование остатков лизина, ремоделирование хроматина являются критическим важными регуляторами иммунитета у всех людей. Эпигенетика отвечает за все реакции всех иммунных клеток на разные угрозы. В контексте врождённого иммунитета эпигенетика регулирует разделение врождённых клеток от миелоидных и отвечает за фенотипические вариации в разделённых клетках. Иммунные клетки реагируют на антигены и инфекции посредством транскрипционных каскадов. Эти каскады реакций регулируются эпигенетически, через модификации гистонов, ремоделированием хроматина на уровне генов, микро РНК и метилированием ДНК. В итоге происходит экспрессия цитокинов и противоинфекционных молекул в ответ на угрозу. Метилирование ДНК в контексте врождённого иммунитета изучено меньше чем ацетилирование гистонов. Известно что после болезней происходят значительные изменения метилирования ДНК в клетках врождённого иммунитета. Действие вакцин основано на эпигенетике организма.

## Эпигенетика в эволюции
Эпигенетическое наследование может влиять на приспособленность в том случае, если оно предсказуемо меняет признаки в организме при естественном отборе. Доказано что стимулы от окружающей среды влияют на изменение эпигенов. Подобная система относительно схожа с тем, что предполагал Ламарк, но не отменяет Дарвиновскую систему естественного отбора. Эпигенетика даёт организму преимущество при резком изменении окружающей среды (от голода до температур) и позволяет более успешно выживать на малых и средних временных масштабах. При этом дарвиновский отбор будет действовать на все организмы и если те или иные эпигенетические изменения не будут полезными, особи не оставят потомства.

### Примеры не полезных эпигенетических изменений
У растений Linaria vulgaris, ген Lcyc контролирует симметрию цветка. Линней описал радиально симметричные цветки-мутанты, они возникают при сильном метилировании гена Lcyc. Для опылителей и форма и симметричность цветов важный фактор, поэтому такие нарушения в гене Lcyc вызывают вредные последствия для растений. У животных так же эпигенетика не всегда приносит полезные изменения. Унаследованные признаки могут приводить повышенной восприимчивости к болезням. В частности эпигенетические изменения у людей приводят к онкологии. Паттерны метилирования опухолей в промоторах генов положительно связаны с передачей онкологии по наследству, внутри семей. Метилирование гена MSH2 у людей связано с ранним началом колоректерального рака и рака эндометрия.

### Примеры адаптивно-полезных изменений
В качестве эксперимента семена растения Arabidopsis thaliana демитилировали, это вызвало значительное повышение смертности, замедленный рост, замедленное цветение и низкое количество плодов. Данные факты указывают на то что эпигенетика может повышать приспособленность организмов. Полученные в результате воздействия окружающей среды реакции на стресс наследуются и положительно связаны с приспособленностью организмов. У животных таких как мыши эпигенетика влияет на общинное гнездование, увеличение родительской заботы и социальных контактов, это улучшает шансы потомства на выживание.

## Макроэволюционные примеры
Наследственные эпигенетические эффекты на фенотипы хорошо документированы у бактерий, протистов, грибов, растений, нематод, плодовых мух. В целом по современным наработкам в экспериментах, для растений эпигенетика играет большую роль чем для животных. У животных на ранней стадии (зародышевой) труднее идёт наследование по эпигенетическому механизму, в то время как у растений и грибов соматические клетки могут включаться в зародышевое развитие. Есть теория что чем крупнее животное, чем дольше оно живёт, тем менее эффективно эпигенетическое наследование, в силу большего по времени разрыва между сменой поколений. К примеру у мышей явно прослеживаются полезные эпигенетические изменения, влияющие на выживаемость и быструю адаптацию к новым условиям. Однако чем крупнее организм, тем ему в целом сложнее сменить среды обитания, тип питания, половое поведение и так далее.
Эпигенетические открытия не противоречат ни теории Ламарка, ни теории Дарвина, а наоборот связаны с ними обеими. Например Ламарк постулировал что факторы окружающей среды влияют на изменения фенотипов. Сегодня понятно что это так и есть, при воздействии среды, особенно в экстремальных формах (засуха, голод) усиливаются эпигенетические изменения в геноме и в зародышевых линиях, это увеличивает фенотипическое разнообразие. Теория Дарвина постулировала что естественный отбор усиливает способность выживших популяций к успешному размножению, причём выживают всегда наиболее быстро приспособившиеся к изменившимся условиям среды. Дарвинизм таким образом согласуется с пластичностью эпигенетических изменений между поколениями и постоянным нарастанием фенотипического разнообразия в результате того что эпигенетика усиливает передачу по наследству приобретаемых при жизни признаков.
Наибольшую пользу от эпигенетической передачи признаков извлекают организмы находящиеся на одном месте. Чем привязаннее организм к одной точке, чем ниже у него способность к рассеиванию генов по другим точкам и чем проще у него поведение, тем важнее ему максимально передавать потомкам наработанные при жизни эпигенетические признаки. Это объясняет то, почему в мало изменяющейся среде меньше эпигенетически активных организмов меньше, а в активно изменяющейся среде их больше.